# Mistrzostwa Ameryki U-20 w Piłce Ręcznej Kobiet 2002
Mistrzostwa Ameryki U-20 w Piłce Ręcznej Kobiet 2002 – piąte mistrzostwa Ameryki U-20 w piłce ręcznej kobiet, oficjalny międzynarodowy turniej piłki ręcznej o randze mistrzostw kontynentu organizowany przez PATHF mający na celu wyłonienie najlepszej złożonej z zawodniczek do lat dwudziestu żeńskiej reprezentacji narodowej w Ameryce. Odbył się w dniach 21–25 sierpnia 2002 roku w São Bernardo do Campo. Tytułu zdobytego w 2001 roku broniła reprezentacja Brazylii.
Mistrzostwa były jednocześnie eliminacjami do MŚ 2003 i zostały rozegrane systemem kołowym w pięciozespołowej obsadzie. Z kompletem zwycięstw w turnieju triumfowały Brazylijki, wraz z Urugwajkami uzyskując awans na mistrzostwa świata.

## Mecze
| 21 sierpnia 200216:00 | Urugwaj U-20 | 29:25 | Kanada U-20 | Ginásio do Mesc, São Bernardo do Campo |
| 21 sierpnia 200216:00 |              | 29:25 |             | Ginásio do Mesc, São Bernardo do Campo |

| 21 sierpnia 200218:10 | Brazylia U-20 | 40:7 | Stany Zjednoczone U-20 | Ginásio do Mesc, São Bernardo do Campo |
| 21 sierpnia 200218:10 |               | 40:7 |                        | Ginásio do Mesc, São Bernardo do Campo |

| 22 sierpnia 200218:20 | Argentyna U-20 | 25:17 | Stany Zjednoczone U-20 | Ginásio do Mesc, São Bernardo do Campo |
| 22 sierpnia 200218:20 |                | 25:17 |                        | Ginásio do Mesc, São Bernardo do Campo |

| 22 sierpnia 200220:10 | Brazylia U-20 | 29:14 | Urugwaj U-20 | Ginásio do Mesc, São Bernardo do Campo |
| 22 sierpnia 200220:10 |               | 29:14 |              | Ginásio do Mesc, São Bernardo do Campo |

| 23 sierpnia 200218:20 | Urugwaj U-20 | 35:18 | Stany Zjednoczone U-20 | Ginásio do Mesc, São Bernardo do Campo |
| 23 sierpnia 200218:20 |              | 35:18 |                        | Ginásio do Mesc, São Bernardo do Campo |

| 23 sierpnia 200220:10 | Argentyna U-20 | 19:18 | Kanada U-20 | Ginásio do Mesc, São Bernardo do Campo |
| 23 sierpnia 200220:10 |                | 19:18 |             | Ginásio do Mesc, São Bernardo do Campo |

| 24 sierpnia 200218:20 | Kanada U-20 | 23:14 | Stany Zjednoczone U-20 | Ginásio do Mesc, São Bernardo do Campo |
| 24 sierpnia 200218:20 |             | 23:14 |                        | Ginásio do Mesc, São Bernardo do Campo |

| 24 sierpnia 200220:10 | Brazylia U-20 | 18:12 | Argentyna U-20 | Ginásio do Mesc, São Bernardo do Campo |
| 24 sierpnia 200220:10 |               | 18:12 |                | Ginásio do Mesc, São Bernardo do Campo |

| 25 sierpnia 200214:20 | Urugwaj U-20 | 22:18 | Argentyna U-20 | Ginásio do Mesc, São Bernardo do Campo |
| 25 sierpnia 200214:20 |              | 22:18 |                | Ginásio do Mesc, São Bernardo do Campo |

| 25 sierpnia 200216:15 | Brazylia U-20 | 33:15 | Kanada U-20 | Ginásio do Mesc, São Bernardo do Campo |
| 25 sierpnia 200216:15 |               | 33:15 |             | Ginásio do Mesc, São Bernardo do Campo |